# Chiesa di San Giovanni Decollato alle Case Rotte
La chiesa di San Giovanni Decollato alle Case Rotte era una chiesa di Milano. Costruita intorno al 1390, era una delle tre chiese erette sulle rovine delle case dei Torriani, o case rotte. Fu sconsacrata nel 1874 e utilizzata in seguito dal Comune di Milano come sede di uffici amministrativi. Venne demolita alla fine del 1907 in occasione della costruzione della sede della Banca Commerciale Italiana che prospetta sull'attuale piazza della Scala.

## Storia

### Cacciata dei Torriani da Milano (1311)

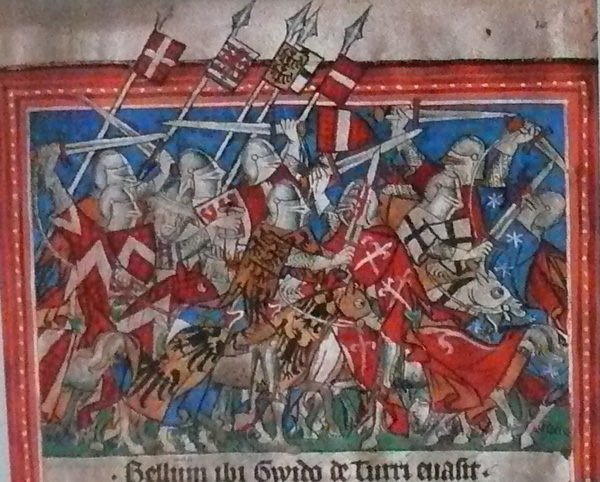
La cacciata dei Torriani da Milano (1311)

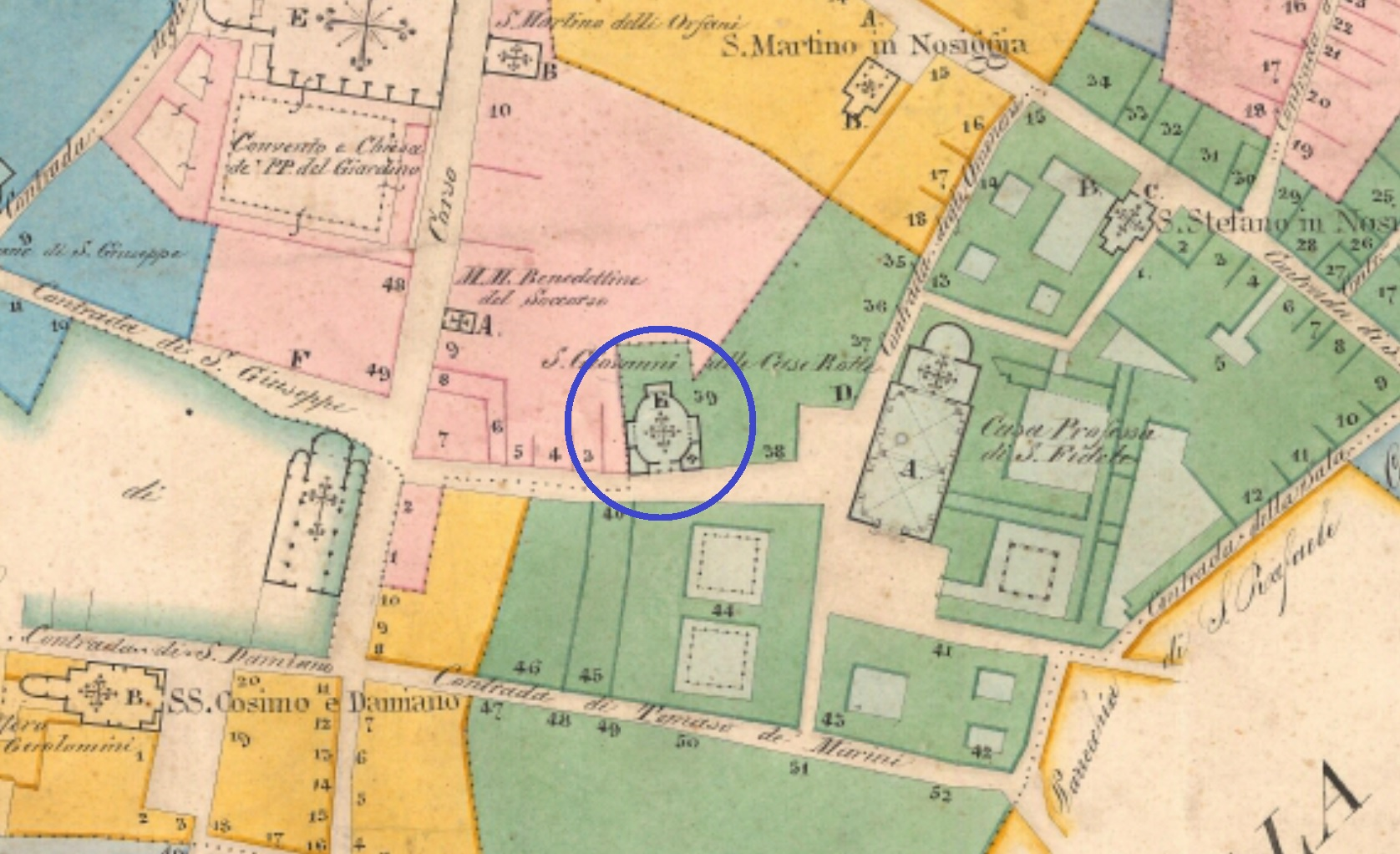
Catasto Teresiano del 1751: nel cerchio blu la chiesa di San Giovanni decollato. A destra San Fedele, a sinistra Santa Maria alla Scala.

Demolizione della chiesa di San Giovanni Decollato alle Case Rotte

L'appellativo "alle Case rotte" è legato ai sanguinosi episodi avvenuti a Milano dopo la discesa in Italia di Enrico VII di Lussemburgo (1275-1313), re di Germania e imperatore del Sacro Romano Impero. Enrico entrò in Milano il 23 dicembre 1310 provenendo da Asti, Novara e Vercelli. Giunto a Milano, fu incoronato re d'Italia con la corona ferrea il giorno dell'Epifania del 1311. Signore della città era stato fino a quel momento Guido della Torre, o Torriani: per alcuni storici la famiglia di Guido si coalizzò con i rivali Visconti di Galeazzo per cacciare Enrico, mentre secondo altri i Torriani agirono isolati nel tentativo di sconfiggere il nuovo Re d'Italia. Il risultato del tentato colpo di mano si risolse comunque catastroficamente per i Torriani che, uccisi in gran numero e banditi dalla città, videro le loro case, che occupavano un vasto quartiere comprensivo di grandi giardini, abbattute e distrutte, con il divieto emanato dal Comune di ricostruirle in ogni tempo e la Signoria passò dunque ai Visconti. Quelle rovine presero il nome di case rotte. La chiesa venne edificata poi su quei ruderi e ne prese il nome.

### Esistenza di tre chiese sull'area dellecase rottedei Torriani
Non molto tempo dopo sulle rovine del quartiere dei Torriani e precisamente nell'area oggi occupata dal teatro alla Scala, sorse una prima cappella, o chiesa, intitolata a santa Veronica e che mutò poi titolo prima in Santa Maria alle case rotte, poi de caruptis e infine in Santa Maria nuova; la cappella venne rinnovata nel 1381 da Beatrice Regina della Scala, moglie di Barnabò Visconti; con le successive donazioni dei Visconti la chiesa acquisì lustro e ricchezza e passò a essere chiamata Santa Maria alla Scala, poi demolita per lasciare spazio al Teatro. Dal fronte della chiesa si dipartiva lateralmente una via retta che conduceva alla antica chiesa di Santa Maria in Solariolo del monastero di San Dionigi, di cui si ha già nel 1147 l'indicazione che avesse mutato titolo in chiesa di San Fedele, la quale è tuttora esistente. Sul lato sinistro di quella strada retta che conduceva a San Fedele, già verso la metà del XIV secolo si era stabilita una confraternita di Disciplini di Valcamonica, detti anche battuti o flagellanti, o Bianchi che nel 1363 risultano avere possesso di alcuni edifici e probabilmente di una chiesa intitolata a Santa Maria della morte; la Scuola di questi Disciplini o Scuola della Morte viene citata nel 1365 essere situata "in domibus fractis portae novae Mediolani" (presso le case rotte di porta nuova a Milano).
Il primo edificio di San Giovanni alle case rotte risalirebbe al 1390 e subì vari rimaneggiamenti, tra cui l'ampliamento nel 1420 e il rifacimento del coro di Pellegrino Tibaldi su interesse del cardinale Borromeo. L'aspetto finale era determinato da pesanti rifacimenti di Francesco Maria Richini.
La chiesa, dopo le soppressioni di Giuseppe II, iniziò una lenta decadenza fino ad essere chiusa al culto nel 1874 ed essere adibita per trent'anni a sede dell'Archivio Municipale. Spogliata di gran parte delle sue opere e di alcuni affreschi (oggi nei depositi del Castello Sforzesco) fu demolita alla fine del 1907 per permettere la costruzione del palazzo della Banca Commerciale Italiana dell'architetto Luca Beltrami. La decisione di demolire l'ormai ex chiesa richiniana aveva sollevato dubbi e controversie ma nella seduta del 17 gennaio 1906 la civica Commissione edilizia diede conferma del proposito della Giunta di comprendere l'edificio in un piano di demolizione che avrebbe consentito un maggiore allargamento della piazza della Scala, autorizzando quindi la demolizione della chiesa.

## Descrizione

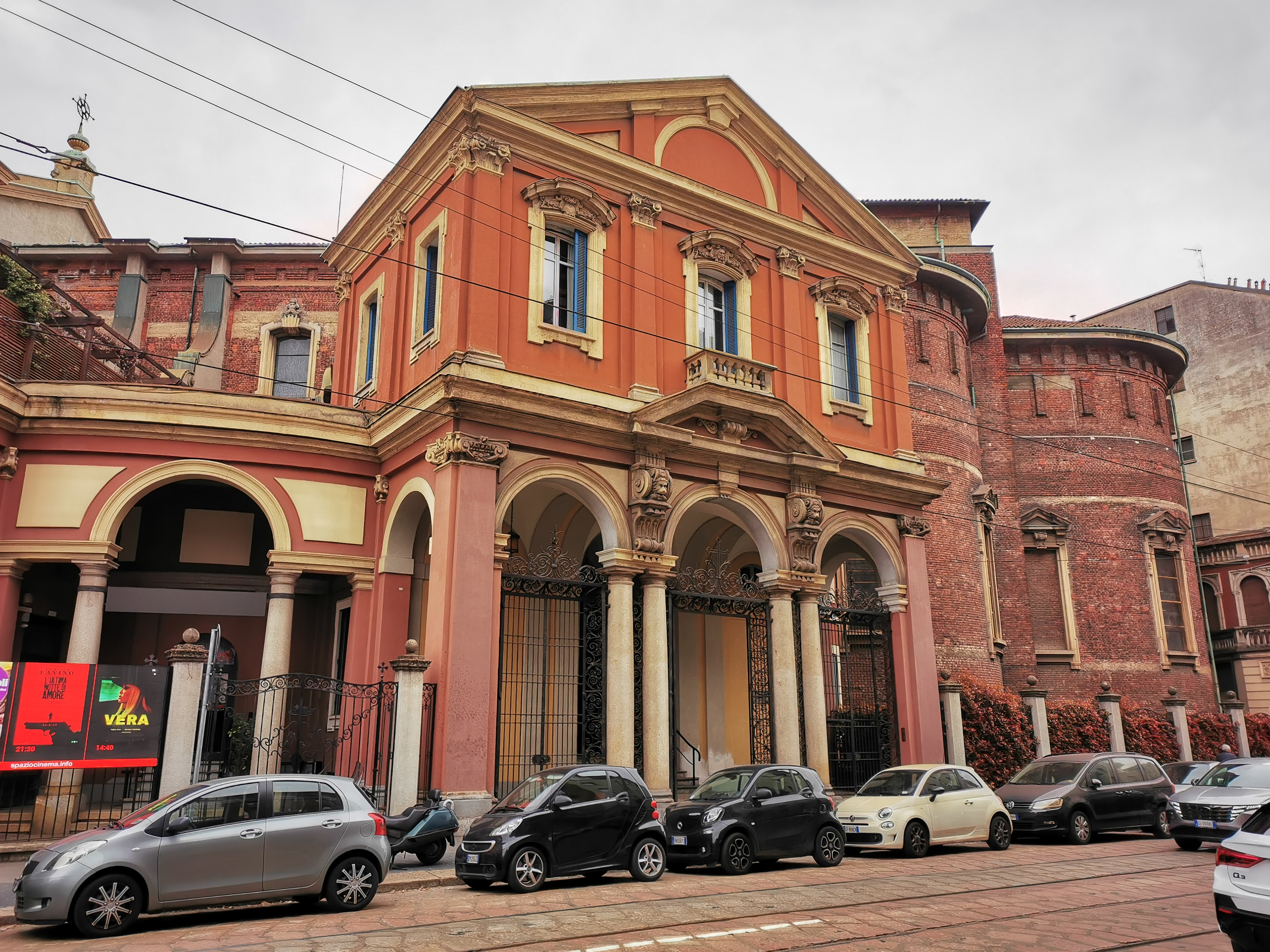
La facciata ricollocata in via Ariosto

La facciata della chiesa fu smontata e ricollocata nel 1924 grazie all'intervento dell'architetto Paolo Mezzanotte dall’Impresa di Costruzioni Samb , Carlo Magnaghi e Antonio Bassanini , sul fianco destro della chiesa di Santa Maria Segreta, in via Ariosto annettendo Chiesa e Portale con edifici in stile comprendenti anche il salone parrocchiale e l’attuale Sala del Cinema Ariosto e congiungendo Santa Maria Segreta alla facciata di San Giovanni alle Case Rotte.
La facciata era impostata su due ordini, l'inferiore costituito da un atrio a tre arcate sorrette da due coppie di colonne binate, quello superiore sormontato da un sobrio timpano.
L'interno aveva pianta ottagonale inscritta in un'ellisse ed era riccamente decorato da affreschi e stucchi principalmente settecenteschi.
La chiesa ospitava la Madonna e angeli che liberano le anime del Purgatorio di Salvator Rosa, oggi alla Pinacoteca di Brera, la tela di Francesco Cairo raffigurante la Decollazione di San Giovanni Battista, oggi a San Fedele, e l'altare maggiore di Giuseppe Rusnati, ricostruito nella chiesa parrocchiale di San Giovanni Battista a Viconago (Varese). Sempre da questa chiesa proviene infine l'affresco trecentesco della Madonna del latte (nota anche come "Madonna dei Torriani"), ricollocato alla fine dell'Ottocentesco sull'altare della Cappella delle ballerine della Scala, parte del complesso della vicina chiesa di San Fedele.